# Plumbogumit
Plumbogumit – minerał, będący uwodnionym fosforanem. 

## Właściwości
Krystalizuje w układzie trygonalnym. Rzadko tworzy kryształy pryzmatyczne. Występuje zazwyczaj w skupieniach groniastych, nerkowatych, stalaktytowych, masywnych, naciekowych lub kulistych. Jest minerałem kruchym, przezroczystym do półprzezroczystego. Posiada biała rysę oraz żywiczny bądź matowy połysk. Częstymi zanieczyszczeniami są gal i żelazo. Czasem występuje jako pseudomorfoza po barycie lub piromorficie. 

## Występowanie
Występuje jako wtórny minerał w utlenionych złożach ołowiu. Spotykany także w polimetalicznych żyłach i aluwiach. Towarzyszą mu piromorfit, kwarc, mimetyt, baryt, duftyt, cerusyt, anglezyt, wulfenit, goethyt i stolzyt.

## Miejsce występowania
Występuje w Czechach, Australii, Austrii, Boliwii, Niemczech, we Francji, Włoszech, Portugalii, Hiszpanii, Chinach, Wielkiej Brytanii (Anglia, Szkocja) i USA (Nowy Meksyk, Arizona, Kalifornia). W Polsce spotykany na Dolnym Śląsku w Szklarach oraz w Tatrach.

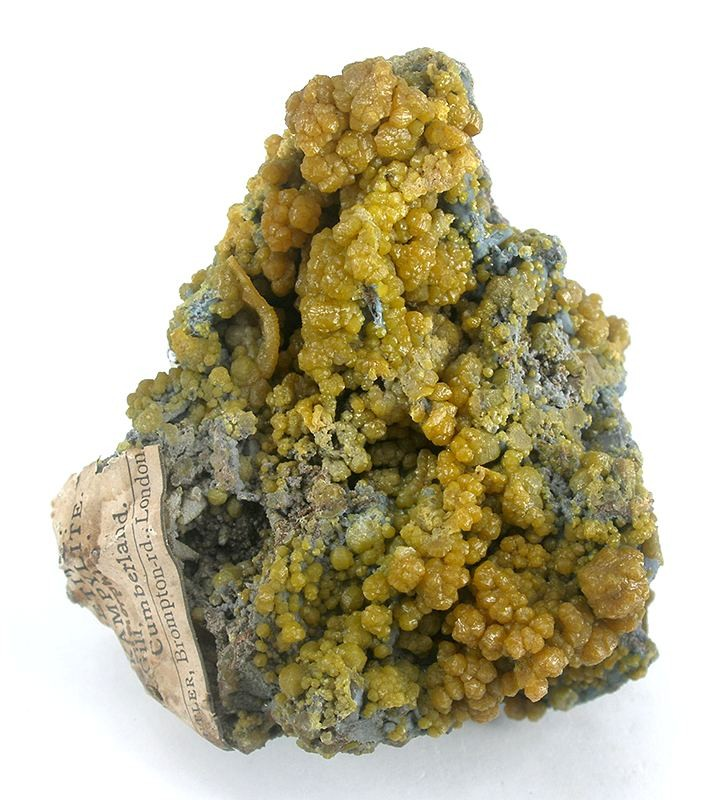
w towarzystwie mimemtytu z Anglii